# نيك هاريس
نيك هاريس (بالإنجليزية: Nick Harris)‏ هو لاعب كرة قدم أمريكية أمريكي، ولد في 23 يوليو 1978 في أفونديل في الولايات المتحدة.

## وصلات خارجية
- نيك هاريس على موقع مرجع كرة القدم المحترفة.كوم (الإنجليزية)